# Xã Big Rock, Quận Pulaski, Arkansas
Xã Big Rock (tiếng Anh: Big Rock Township) là một xã thuộc quận Pulaski, tiểu bang Arkansas, Hoa Kỳ. Năm 2010, dân số của xã này là 219.984 người.